# Czyńcze
Czyńcze (niem. Czynczen, 1938-1945 Zinschen) – wieś w Polsce położona w województwie warmińsko-mazurskim, w powiecie ełckim, w gminie Kalinowo.
W latach 1975–1998 miejscowość administracyjnie należała do województwa suwalskiego.

## Historia
Wieś powstała w ramach kolonizacji przez zakon krzyżacki południowych i wschodnich obszarów państwa. W 1496 roku komtur ryński Rudolf von Tippelskirchen wydał przywilej dla niejakich Jakuba i Maćka na dobra obejmujące dwa łany na prawie magdeburskim. Ten niewielki majątek położony był między Cierpiętami (obecnie Kucze) a Pisanicą. Kilka lat później – w 1502 roku jeden łan w tej okolicy otrzymali bracia Jan i Szymon z Cierpięt; dobra te zaliczane były do obszaru Czyńcz. Wieś początkowo występowała jako Czinssowie, Zcinchky, zaś w XVII wieku - Zintschen i Czynczen; ostatecznie utrwaliła się ta ostatnia forma. Z czasem wieś powiększyła swój areał: w XVI wieku obejmowała 9 łanów, zaś w następnym stuleciu - 12 łanów i 1 morgę. Czyńcze należały do parafii ewangelickiej w Pisanicy. Aktualnie wieś jest siedzibą sołectwa.